# NGC 1089
NGC 1089 (również PGC 10481) – galaktyka eliptyczna (E), znajdująca się w gwiazdozbiorze Erydanu. Odkrył ją Lewis A. Swift 29 września 1886 roku.